# Sideral (curta-metragem)
Sideral é um curta-metragem franco-brasileiro lançado em 2021 dirigido por Carlos Segundo. Filmada em preto e branco a história é um vislumbre da vida de uma família brasileira impactada pelo evento extraordinário do lançamento de um foguete de um centro próximo. O curta foi apresentado em vários festivais, incluindo o Festival de Cinema de Cannes, o Festival de Cinema de Clermont-Ferrand além do Festival de Cinema de Telluride onde venceu vários prêmios, incluindo o prêmio de qualificação ao Oscar, de Melhor Curta Internacional no Palm Springs International Shorts Fest de 2022. Além disso, adentrou a lista preliminar na categoria de melhor curta-metragem na  95.ª Premiação da Academia de Cinema de Hollywood, Oscar de 2023.

## Sinopse
Na Base Aérea de Natal está havendo preparativos ao lançamento daquele que pode ser o primeiro foguete tripulado ao espaço brasileiro. Este evento impacta a vida da simples família brasileira de Marcela e Marcos, faxineira e mecânico, respectivamente, e seus dois filhos. Ela, no entanto, sonha com novos horizontes.

## Elenco
- Priscilla Villela
- Enio Cavalcante
- Fernanda Cunha
- Matheus Brito
- George Holanda
- Matheus Cardoso
- Robson Medeiros

## Recepção

### Prêmios e Indicações
Desde sua estreia mundial no Festival de Cinema de Cannes de 2021, o filme foi selecionado em diversos festivais ao redor do mundo, tais como:
| Ano  | Festivais                                          | Prêmio/Categoria                                | Status   | Ref           |
| ---- | -------------------------------------------------- | ----------------------------------------------- | -------- | ------------- |
| 2021 | Cannes Film Festival                               | Palme d'Or - Melhor Curta Metragem              | Indicado | [ 7 ]         |
| 2021 | Hamptons International Film Festival               | Golden Starfish Award de Melhor Curta Narrativo | Indicado | [ 8 ]         |
| 2021 | Chicago International Film Festival                | Gold Hugo Award de Melhor Curta Live Action     | Venceu   | [ 9 ]         |
| 2022 | Clermont-Ferrand International Short Film Festival | Grand Prix National                             | Indicado | [ 10 ]        |
| 2022 | Clermont-Ferrand International Short Film Festival | Canal+ Award                                    | Venceu   | [ 10 ]        |
| 2022 | Palm Springs International Shorts Fest             | Special Jury Award for Best International Short | Venceu   | [ 11 ]        |
| 2022 | LA Shorts Fest                                     | Melhor Drama                                    | Venceu   | [ 12 ]        |
| 2022 | HollyShorts Film Festival                          | Melhor Diretor (Carlos Segundo)                 | Venceu   | [ 13 ] [ 14 ] |
| 2022 | Norwich Film Festival                              | Melhor Filme Internacional                      | Venceu   | [ 15 ]        |

## Ligações Externas
- Trailer Oficial noVimeo.
- Sideral no IMDb.